# Grande Prêmio da China de 2018
O Grande Prêmio da China de 2018 (formalmente denominado Formula 1 2018 Heineken Chinese Grand Prix) foi a terceira etapa da temporada de 2018 da Fórmula 1. Disputada em 15 de abril de 2018 no Circuito Internacional de Shanghai, Shanghai, China

## Relatório

### Treino Classificatório
Q1
Com a quase totalidade dos pilotos utilizando pneus ultramacios, a Ferrari dominou facilmente o começo do treino, com Vettel e Raikkonen fazendo os melhores tempos já na primeira série de tentativas. O alemão foi 0s3 melhor do que o companheiro de equipe, enquanto Bottas foi o terceiro, 0s7 mais lento do que Vettel, e Hamilton ficou 1s1 atrás. Com o avanço de Max Verstappen e Romain Grosjean nos minutos finais, o inglês terminou o Q1 em sexto.
Depois dos problemas com o turbo do motor Renault no terceiro treino livre, a RBR conseguiu a duras penas preparar o carro a tempo para Daniel Ricciardo entrar na pista. O australiano entrou faltando três minutos para o fim, para comemoração da equipe e, apesar de um erro no fim do retão, conseguiu avançar no treino ao ficar em 14º.
Entre os eliminados, a surpresa negativa ficou por conta de Pierre Gasly, que, depois do quarto lugar no Barein, sequer avançou do Q1 e ficou em 17º, enquanto o companheiro de STR Brendon Hartley se classificou, em 15º.Novamente Charles Leclerc cometeu um erro, a exemplo do que aconteceu no Barein. Ainda assim, o monegasco vai largar em 19º, à frente do parceiro na Sauber Marcus Ericsson, que vem de pontuar na última corrida.
Eliminados: Sergey Sirotkin (Williams), Pierre Gasly (Toro Rosso), Lance Stroll (Williams), Charles Leclerc (Sauber) e Marcus Ericsson (Sauber).
Q2
A Mercedes reagiu na segunda etapa do treino, com Lewis Hamilton baixando da casa de 1m32 na sua segunda tentativa e Valtteri Bottas acabando em segundo lugar a 0s1. Raikkonen terminou em terceiro, superando Vettel. Os pilotos de Mercedes e Ferrari utilizaram os pneus macios nas suas melhores voltas, portanto, como serão õbrigados a largar com esses compostos, vão estender a janela antes do primeiro pit stop.
A boa surpresa do Q2 foi o quinto lugar de Nico Hulkenberg, seguido pela Haas de Romain Grosjean e pela dupla da RBR, com Ricciardo superando Verstappen. Sergio Perez surpreendeu ao levar a Force India ao Q3, enquanto Carlos Sainz ficou na bolha e quase foi eliminado.
Surpreendeu a eliminação de Kevin Magnussen com a Haas, enquanto a McLaren voltou a apresentar dificuldades em ritmo de classificação, com Fernando Alonso e Stoffel Vandoorne repetindo o 13º e 14º do grid no Barein.
Eliminados: Kevin Magnussen (Haas), Esteban Ocon (Force India), Fernando Alonso (McLaren), Stoffel Vandoorne (McLaren) e Brendon Hartley (Toro Rosso).
Q3
Kimi Raikkonen foi o mais rápido na primeira série de tentativas na etapa decisiva do treino, com 1m31s200. Vettel marcou 1m31s361 e Bottas começou o Q3 0s4 atrás do compatriota, com Hamilton fazendo um tempo 0s050 pior do que o do companheiro de Mercedes. Bottas não melhorou na segunda tentativa e Hamilton resolveu abortar a volta, tendo de se conformar com o quarto lugar no grid.
Na segunda tentativa, Raikkonen melhorou seu próprio tempo e tinha a pole position na mão, mas Vettel, mesmo sendo pior nos dois primeiros setores, melhorou muito no fim da volta e desbancou o companheiro por apenas 0s087.

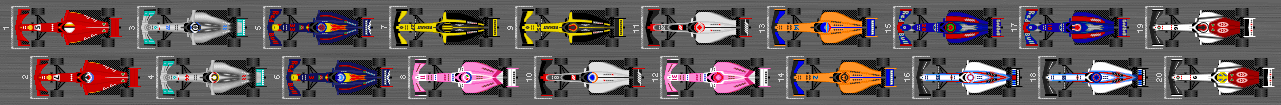
Grid de Largada

### Corrida
Sebastian Vettel teve de fechar a porta na largada para Kimi Räikkönen para conseguir manter a liderança da prova. O 'Homem de Gelo' acabou perdendo terreno e foi superado por Valtteri Bottas e também por Max Verstappen, que teve a melhor partida dentre os ponteiros e pulou de quinto para terceiro. E Lewis Hamilton, ao contrário, perdeu uma posição e caiu para quinto lugar, ficando logo à frente de Daniel Ricciardo, das Renault de Nico Hülkenberg e Carlos Sainz e das duas Haas, de Romain Grosjean e Kevin Magnussen. Mais atrás, os pilotos da Force India lutavam pela 14ª posição. Sergio Pérez, que perdeu quatro posições, estava logo atrás de Esteban Ocon. Destaque para Lance Stroll, que pulou de 18º para 12º.
Vettel aproveitava a dianteira e a pista limpa à frente para impor seu ritmo e aumentar a vantagem perante os rivais. Com seguidas voltas mais rápidas, o alemão já conseguia abrir quase 3s para Bottas com apenas quatro voltas completadas. Mais atrás, a prova apresentava um cenário mais real quanto às forças da F1: depois de Ferrari, Mercedes e Red Bull, Renault e Haas despontavam como as melhores do pelotão intermediário, e só então, em 11º na corrida, aparecia Fernando Alonso.
No fim do pelotão, chamava a atenção a ordem da Toro Rosso, que pediu a troca entre Brendon Hartley e Pierre Gasly, valendo pela... 18ª posição. A Haas fez o mesmo e pediu para Romain Grosjean liberar passagem para Magnussen, que subiu para o nono lugar. A equipe alegou estratégia, já que o dinamarquês tinha pneus macios, contra os ultramacios do franco-suíço. Mas Romain não gostou e reclamou pelo rádio pela troca ter sido cedo demais, apenas na sexta volta.
Fora isso, a corrida carecia de emoção, já que as poucas brigas se limitavam ao pelotão intermediário. A melhor delas, que durou por algumas voltas, foi entre Alonso e Grosjean valendo pelo décimo lugar. Mas a diferença de Vettel para Bottas já era de 3s com 13 voltas completadas. Lá na frente, todos os seis primeiros tinham suas posições bem seguras. A esperança de uma corrida mais movimentada estava na estratégia. Alguns pilotos já faziam seus pit-stops. A Red Bull, particularmente, fez um grande trabalho e trocou com muita competência os pneus de Verstappen e Ricciardo com intervalo de segundos entre os dois pilotos.
Na volta 19, era a vez de Hamilton fazer sua parada para a Mercedes trocar os macios pelos médios, claramente para seguir até o fim da corrida. No giro seguinte, a equipe prateada chamou Bottas para fazer o mesmo procedimento. Mercedes e Red Bull adotaram a mesma estratégia. Dentre as ponteiras, a Ferrari segurou um pouco mais antes de chamar seus pilotos. Vettel foi o primeiro a fazer seu pit-stop, na volta 21. Bottas aproveitou o melhor trabalho da Mercedes e a volta que teve a mais com os pneus novos e conseguiu voltar à frente do alemão, no famoso 'undercut'. Räikkönen era o líder, mas tinha uma troca de pneus pendente.
Kimi seguia na frente, mas Bottas tinha ritmo muito melhor e descontava bem a vantagem para o compatriota. A tendência era que Räikkönen perdesse até mesmo sua posição para Verstappen após seu inevitável pit-stop. Max se sustentava em quarto, mas começava a ver a aproximação de Hamilton. E lá na frente, na briga real pela vitória, Bottas estava 1s2 à frente de Vettel.
Na prática, Kimi ficou na pista para servir como escudeiro de Vettel, e assim foi. Na volta 26, finalmente Bottas conseguiu passar o 'Homem de Gelo' com direito a uma bela manobra. Räikkönen bem que tentou segurá-lo, mas não foi possível. Vettel veio logo atrás e passava a pressionar o #77 na luta direta pela vitória. Kimi enfim fazia sua parada, mas a jogada da Ferrari foi toda errada para o nórdico, que voltou apenas em sexto, atrás até de Ricciardo. A segunda metade da corrida passou a ter uma dinâmica muito mais tática entre Mercedes e Ferrari.
Enquanto a briga pela vitória começava a esquentar, Pierre Gasly, grande estrela do Grande Prêmio do Barém, cometia erro de novato ao perder o ponto da freada no hairpin, na curva 14. Pior: acertou o carro do seu parceiro de Toro Rosso, Brendon Hartley. O francês foi punido em 10s. O incidente movimentou a corrida como um todo, já que a direção de prova acionou o safety car para remover os detritos da pista. E isso motivou uma série de pit stops. A Red Bull mudou a estratégia e espetou pneus macios nos carros de Verstappen e Ricciardo. Uma tentativa oportuna e inteligente de dar o pulo do gato. Bottas, Vettel e Hamilton formavam o top-3, todos com pneus médios. Verstappen aparecia logo atrás após o pit stop e tinha pneus novos e mais rápidos.
O SC deixou a pista na volta 36. Vettel 'cochilou' na relargada e Bottas abriu vantagem de 1s3, enquanto Verstappen começava a apertar Hamilton, enquanto Räikkönen já era pressionado por Ricciardo, que ganhou a quinta posição duas voltas depois com uma bela ultrapassagem. No pelotão intermediário, Alonso e Carlos Sainz passavam Grosjean e entravam no top-10.
Com muito mais ritmo, Verstappen forçou a ultrapassagem sobre Hamilton por fora na curva 8 e perdeu o controle da sua Red Bull. O holandês passeou pela grama, o que permitiu que Ricciardo ganhasse a quarta colocação. Com mais frieza, o australiano feza ultrapassagem sobre Lewis no fim da volta 40, partindo para cima de Vettel e Bottas, arrancando aplausos dos mecânicos da Red Bull e fazendo Christian Horner vibrar. Daniel se tornava o maior favorito à vitória. A performance da Red Bull era tão melhor que a das rivais que logo Verstappen conseguia passar Hamilton, dessa vez sem sustos.
Em seguida, Ricciardo deixava Vettel para trás e assumia a segunda colocação, tendo apenas Bottas à sua frente. E Verstappen aprontava de novo. No hairpin depois da longa reta de Xangai, o holandês colocou por dentro para tentar passar Vettel, mas tocou na Ferrari e os dois rodaram. Seb levou a pior e caiu para sétimo lugar. Ricciardo, muito mais centrado, fez a grande manobra da corrida. Espetacular, Daniel colocou por dentro na curva 6, passou Bottas e assumiu a liderança e rumou para uma vitória incrível e improvável na China.
Pelo incidente com Vettel, Verstappen sofria 10s de punição e perdia um pódio certo na China. Bottas seguia em segundo, com Räikkönen em terceiro, Hamilton em quarto e Vettel apenas em sétimo, tendo o compatriota Hülkenberg à sua frente. Mas Seb perdeu muita performance no fim, a ponto de ser superado até mesmo por Fernando Alonso. O piloto da Ferrari ainda teve de suportar uma pressão final de Carlos Sainz, mas ao menos conseguiu se sustentar em oitavo lugar, salvando quatro pontos para o campeonato.

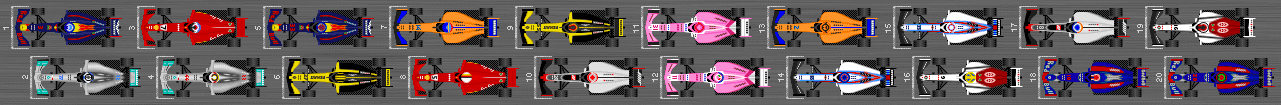
Resultado da corrida

## Pneus
| Nome do composto | Cor | Banda de rolamento | Condições de Tempo | Dry Type                           | Aderência | Longevidade |
| ---------------- | --- | ------------------ | ------------------ | ---------------------------------- | --------- | ----------- |
| Ultra Macio      |     | Slick (P Zero)     | Seco               | Ultrasoft                          | Médio     | Médio       |
| Macio            |     | Slick (P Zero)     | Seco               | Soft                               | Médio     | Médio       |
| Médio            |     | Slick (P Zero)     | Seco               | Medium                             | Médio     | Médio       |
| Intermediário    |     | Sulcos (Cinturato) | Molhado            | Intermediate (água não estagnante) | —         | —           |
| Chuva            |     | Sulcos (Cinturato) | Molhado            | Wet (água estagnante)              | —         | —           |

| Escolhas de Pneus de cada piloto para o GP da China: | Escolhas de Pneus de cada piloto para o GP da China: | Escolhas de Pneus de cada piloto para o GP da China: | Escolhas de Pneus de cada piloto para o GP da China: | Escolhas de Pneus de cada piloto para o GP da China: | Escolhas de Pneus de cada piloto para o GP da China: |
| ---------------------------------------------------- | ---------------------------------------------------- | ---------------------------------------------------- | ---------------------------------------------------- | ---------------------------------------------------- | ---------------------------------------------------- |
| Nº                                                   | Pilotos                                              | Equipe(s)                                            | Medio                                                | Macio                                                | Ultra Macio                                          |
| 44                                                   | Lewis Hamilton                                       | Mercedes                                             |                                                      |                                                      |                                                      |
| 77                                                   | Valtteri Bottas                                      | Mercedes                                             |                                                      |                                                      |                                                      |
| 5                                                    | Sebastian Vettel                                     | Ferrari                                              |                                                      |                                                      |                                                      |
| 7                                                    | Kimi Räikkönen                                       | Ferrari                                              |                                                      |                                                      |                                                      |
| 3                                                    | Daniel Ricciardo                                     | Red Bull-TAG Heuer                                   |                                                      |                                                      |                                                      |
| 33                                                   | Max Verstappen                                       | Red Bull-TAG Heuer                                   |                                                      |                                                      |                                                      |
| 11                                                   | Sergio Pérez                                         | Force India-Mercedes                                 |                                                      |                                                      |                                                      |
| 31                                                   | Esteban Ocon                                         | Force India-Mercedes                                 |                                                      |                                                      |                                                      |
| 18                                                   | Lance Stroll                                         | Williams-Mercedes                                    |                                                      |                                                      |                                                      |
| 35                                                   | Sergey Sirotkin                                      | Williams-Mercedes                                    |                                                      |                                                      |                                                      |
| 55                                                   | Carlos Sainz Jr.                                     | Renault                                              |                                                      |                                                      |                                                      |
| 27                                                   | Nico Hülkenberg                                      | Renault                                              |                                                      |                                                      |                                                      |
| 10                                                   | Pierre Gasly                                         | Toro Rosso-Honda                                     |                                                      |                                                      |                                                      |
| 28                                                   | Brendon Hartley                                      | Toro Rosso-Honda                                     |                                                      |                                                      |                                                      |
| 8                                                    | Romain Grosjean                                      | Haas-Ferrari                                         |                                                      |                                                      |                                                      |
| 20                                                   | Kevin Magnussen                                      | Haas-Ferrari                                         |                                                      |                                                      |                                                      |
| 14                                                   | Fernando Alonso                                      | McLaren-Renault                                      |                                                      |                                                      |                                                      |
| 2                                                    | Stoffel Vandoorne                                    | McLaren-Renault                                      |                                                      |                                                      |                                                      |
| 9                                                    | Marcus Ericsson                                      | Sauber-Ferrari                                       |                                                      |                                                      |                                                      |
| 16                                                   | Charles Leclerc                                      | Sauber-Ferrari                                       |                                                      |                                                      |                                                      |

## Resultados

### Treino Classificatório
| Pos.                     | Nº | Piloto            | Construtor           | Q1       | Q2       | Q3       | Grid |
| ------------------------ | -- | ----------------- | -------------------- | -------- | -------- | -------- | ---- |
| 1                        | 5  | Sebastian Vettel  | Ferrari              | 1:32.171 | 1:32.385 | 1:31.095 | 1    |
| 2                        | 7  | Kimi Räikkönen    | Ferrari              | 1:32.474 | 1:32.286 | 1:31.182 | 2    |
| 3                        | 77 | Valtteri Bottas   | Mercedes             | 1:32.921 | 1:32.063 | 1:31.625 | 3    |
| 4                        | 44 | Lewis Hamilton    | Mercedes             | 1:33.283 | 1:31.914 | 1:31.675 | 4    |
| 5                        | 33 | Max Verstappen    | Red Bull-TAG Heuer   | 1:32.932 | 1:32.809 | 1:31.796 | 5    |
| 6                        | 3  | Daniel Ricciardo  | Red Bull-TAG Heuer   | 1:33.877 | 1:32.688 | 1:31.948 | 6    |
| 7                        | 27 | Nico Hülkenberg   | Renault              | 1:33.545 | 1:32.494 | 1:32.532 | 7    |
| 8                        | 11 | Sergio Pérez      | Force India-Mercedes | 1:33.464 | 1:32.931 | 1:32.758 | 8    |
| 9                        | 55 | Carlos Sainz Jr.  | Renault              | 1:33.315 | 1:32.970 | 1:32.819 | 9    |
| 10                       | 8  | Romain Grosjean   | Haas-Ferrari         | 1:33.238 | 1:32.524 | 1:32.855 | 10   |
| 11                       | 20 | Kevin Magnussen   | Haas-Ferrari         | 1:33.359 | 1:32.986 | —        | 11   |
| 12                       | 31 | Esteban Ocon      | Force India-Mercedes | 1:33.585 | 1:33.057 | —        | 12   |
| 13                       | 14 | Fernando Alonso   | McLaren-Renault      | 1:33.428 | 1:33.232 | —        | 13   |
| 14                       | 2  | Stoffel Vandoorne | McLaren-Renault      | 1:33.824 | 1:33.505 | —        | 14   |
| 15                       | 28 | Brendon Hartley   | Toro Rosso-Honda     | 1:34.013 | 1:33.795 | —        | 15   |
| 16                       | 35 | Sergey Sirotkin   | Williams-Mercedes    | 1:34.062 | —        | —        | 16   |
| 17                       | 10 | Pierre Gasly      | Toro Rosso-Honda     | 1:34.101 | —        | —        | 17   |
| 18                       | 18 | Lance Stroll      | Williams-Mercedes    | 1:34.285 | —        | —        | 18   |
| 19                       | 16 | Charles Leclerc   | Sauber-Ferrari       | 1:34.454 | —        | —        | 19   |
| 20                       | 9  | Marcus Ericsson   | Sauber-Ferrari       | 1:34.914 | —        | —        | 201  |
| Tempo dos 107%: 1:38.622 |    |                   |                      |          |          |          |      |
| Fonte:                   |    |                   |                      |          |          |          |      |

Notas
- ↑1  – Marcus Ericsson (Sauber) perdeu 5 posições por ignorar a bandeira amarela.

### Corrida
| Pos.   | Nu. | Piloto            | Construtor           | Voltas | Tempo/Retirado  | Grid | Pontos |
| ------ | --- | ----------------- | -------------------- | ------ | --------------- | ---- | ------ |
| 1      | 3   | Daniel Ricciardo  | Red Bull-TAG Heuer   | 56     | 1:35:36.380     | 6    | 25     |
| 2      | 77  | Valtteri Bottas   | Mercedes             | 56     | +8.894          | 3    | 18     |
| 3      | 7   | Kimi Räikkönen    | Ferrari              | 56     | +9.637          | 2    | 15     |
| 4      | 44  | Lewis Hamilton    | Mercedes             | 56     | +16.985         | 4    | 12     |
| 5      | 33  | Max Verstappen    | Red Bull-TAG Heuer   | 56     | +20.4361        | 5    | 10     |
| 6      | 27  | Nico Hülkenberg   | Renault              | 56     | +21.052         | 7    | 8      |
| 7      | 14  | Fernando Alonso   | McLaren-Renault      | 56     | +30.639         | 13   | 6      |
| 8      | 5   | Sebastian Vettel  | Ferrari              | 56     | +35.286         | 1    | 4      |
| 9      | 55  | Carlos Sainz Jr.  | Renault              | 56     | +35.763         | 9    | 2      |
| 10     | 20  | Kevin Magnussen   | Haas-Ferrari         | 56     | +39.594         | 11   | 1      |
| 11     | 31  | Esteban Ocon      | Force India-Mercedes | 56     | +44.050         | 12   |        |
| 12     | 11  | Sergio Pérez      | Force India-Mercedes | 56     | +44.725         | 8    |        |
| 13     | 2   | Stoffel Vandoorne | McLaren-Renault      | 56     | +49.373         | 14   |        |
| 14     | 18  | Lance Stroll      | Williams-Mercedes    | 56     | +55.490         | 18   |        |
| 15     | 35  | Sergey Sirotkin   | Williams-Mercedes    | 56     | +58.241         | 16   |        |
| 16     | 9   | Marcus Ericsson   | Sauber-Ferrari       | 56     | +1:02.604       | 20   |        |
| 17     | 8   | Romain Grosjean   | Haas-Ferrari         | 56     | +1:05.296       | 10   |        |
| 18     | 10  | Pierre Gasly      | Toro Rosso-Honda     | 56     | +1:06.3302      | 17   |        |
| 19     | 16  | Charles Leclerc   | Sauber-Ferrari       | 56     | +1:22.575       | 19   |        |
| 203    | 28  | Brendon Hartley   | Toro Rosso-Honda     | 51     | Caixa de câmbio | 15   |        |
| Fonte: |     |                   |                      |        |                 |      |        |

Notas
- ↑1  – Max Verstappen (Red Bull) originalmente chegou em quarto mas teve punição de 10 segundos acrescentado ao tempo da corrida por causa do acidente e da colisão.
- ↑2  – Pierre Gasly (Toro Rosso) originalmente chegou em décimo quinto mas teve punição de 10 segundos acrescentado ao tempo da corrida por causa do acidente e da colisão.
- ↑3  – Brendon Hartley (Toro Rosso) retirado mas classificado por ter concluido 90% da corrida.

## Curiosidade
- Valtteri Bottas faz a sua corrida de número 100 da carreira na Fórmula 1.
- Com 28 corridas na zona de pontuação, Lewis Hamilton bate o recorde de pontos consecutivos na Fórmula 1.

## Voltas na Liderança
- Commons

| Nº de Voltas | Piloto           | Voltas |
| ------------ | ---------------- | ------ |
| 20           | Sebastian Vettel | 1-20   |
| 6            | Kimi Räikkönen   | 21-26  |
| 17           | Valtteri Bottas  | 27-44  |
| 11           | Daniel Ricciardo | 45-56  |

## 2018DHLFastest Pit Stop Award

### Resultado
| 1      | 77 | Valtteri Bottas  | Mercedes             | 2.15 | 25 |
| 2      | 3  | Daniel Ricciardo | Red Bull-TAG Heuer   | 2.33 | 18 |
| 3      | 11 | Sergio Pérez     | Force India-Mercedes | 2.39 | 15 |
| 4      | 28 | Brendon Hartley  | Toro Rosso-Honda     | 2.45 | 12 |
| 5      | 33 | Max Verstappen   | Red Bull-TAG Heuer   | 2.49 | 10 |
| 6      | 44 | Lewis Hamilton   | Mercedes             | 2.55 | 8  |
| 7      | 7  | Kimi Räikkönen   | Ferrari              | 2.69 | 6  |
| 8      | 9  | Marcus Ericsson  | Sauber-Ferrari       | 2.70 | 4  |
| 9      | 31 | Esteban Ocon     | Force India-Mercedes | 2.72 | 2  |
| 10     | 35 | Sergey Sirotkin  | Williams-Mercedes    | 2.73 | 1  |
| Fonte: |    |                  |                      |      |    |

### Classificação
| Tabela do DHL Fastest Pit Stop Award \| Pos \| Construtor \| Pontos \| Var \| \| --- \| -------------------- \| ------ \| ------- \| \| 1 \| Red Bull-TAG Heuer \| 68 \| 1 \| \| 2 \| Ferrari \| 57 \| 1 \| \| 3 \| Mercedes \| 49 \| 2 \| \| 4 \| Force India-Mercedes \| 37 \| Estável \| \| 5 \| Williams-Mercedes \| 31 \| 2 \| \| 6 \| Toro Rosso-Honda \| 20 \| 3 \| \| 7 \| Sauber-Ferrari \| 16 \| 1 \| \| 8 \| Renault \| 12 \| 2 \| \| 9 \| Haas-Ferrari \| 11 \| 1 \| \| 10 \| McLaren-Renault \| 2 \| Estável \| |                      |        |         |
| Pos | Construtor           | Pontos | Var     |
| 1 | Red Bull-TAG Heuer   | 68     | 1       |
| 2 | Ferrari              | 57     | 1       |
| 3 | Mercedes             | 49     | 2       |
| 4 | Force India-Mercedes | 37     | Estável |
| 5 | Williams-Mercedes    | 31     | 2       |
| 6 | Toro Rosso-Honda     | 20     | 3       |
| 7 | Sauber-Ferrari       | 16     | 1       |
| 8 | Renault              | 12     | 2       |
| 9 | Haas-Ferrari         | 11     | 1       |
| 10 | McLaren-Renault      | 2      | Estável |

## Tabela do campeonato após a corrida
Somente as cinco primeiras posições estão incluídas nas tabelas.
| Pos | Piloto           | Pontos | Var     |
| --- | ---------------- | ------ | ------- |
| 1   | Sebastian Vettel | 54     | Estável |
| 2   | Lewis Hamilton   | 45     | Estável |
| 3   | Valtteri Bottas  | 40     | Estável |
| 4   | Daniel Ricciardo | 37     | 3       |
| 5   | Kimi Räikkönen   | 30     | Estável |

| Pos | Construtor         | Pontos | Var     |
| --- | ------------------ | ------ | ------- |
| 1   | Mercedes           | 85     | 1       |
| 2   | Ferrari            | 84     | 1       |
| 3   | Red Bull-TAG Heuer | 55     | 1       |
| 4   | McLaren-Renault    | 28     | 1       |
| 5   | Renault            | 25     | Estável |